# Riot Games
Riot Games — незалежний творець комп'ютерних ігор зі штаб-квартирою в місті Санта-Моніка, штат Каліфорнія, Сполучені Штати Америки.
Зареєстрована в 2006 році Riot Games випустила в жовтні 2009 року гру в стилі Action RTS — League of Legends.
Riot Games зібрала для створення гри приблизно 20 мільйонів доларів інвестицій. На початку 2011 року китайська фірма Tencent Holdings придбала основну частину акцій Riot Games. Riot Games залишатиметься незалежним підприємством під управлінням колишнього керівного складу.
У 2009 компанія розділила гравців по регіонах, але це не означає, що гравці з Європи не зможуть грати на сервері в США.
Поширення гри здійснюється фірмою самостійно. У Європі у Riot Games відкрита штаб квартира в Дубліні.

## Історія
- 2006 рік — Riot Games Inc. була заснована Брандоном Беком (Brandon Beck) і Марком Мерріллом (Marc «Tryndamere» Merrill).
- 2009 рік — представлена гра League of Legends.
- 2011 рік — Tencent Holdings набуває акції Riot Games.
- Січень 2013 року — анонс офіційної російської версії «Ліга Легенд».
- Лютий 2013 року — зареєстровано понад 30 млн гравців League of Legends. Активно грають 11 500 000.

У квітні 2020 року Riot Games повідомила про придбання компанії «Hypixel Studios» за нерозкриту суму коштів. Підприємство було засноване 2018 року розробниками сторонніх модифікацій для Minecraft. Riot Games стала одним із головних інвесторів новоствореної компанії на той час. Перший проєкт студії під назвою «Hytale» запланований до випуску 2021 року, до офіційного випуску проєкт перебуває у закритому бета-тестуванні.
У березні 2022 року Riot Games оголосила, що інвестувала у Fortiche, в результаті чого її головний контент-офіцер Брайан Райт і директор з корпоративного розвитку Брендан Малліган приєдналися до ради директорів Fortiche. Того ж місяця Riot також найняла керівників Netflix, Paramount і HBO Max, щоб очолити розробку кіно-, теле- та музичних проектів, заснованих на інтелектуальній власності компанії.

## Дочірні підприємства
У квітні 2020 року компанія повідомила, що планує відкриту дочірню студію у місті-державі Сінгапур, яка зосередиться на розробленні майбутніх та підтримці старих проєктів Riot Games.

## Ігри
| Рік  | Назва                        | Жанр                                       | Платформа                              | Примітки | Посилання            |
| ---- | ---------------------------- | ------------------------------------------ | -------------------------------------- | --- | -------------------- |
| 2009 | League of Legends            | MOBA                                       | macOS, Microsoft Windows               | |                      |
| 2019 | Teamfight Tactics            | Авто боротьба                              | Android, iOS, macOS, Microsoft Windows | Спіноф League of Legends, на базі Dota Auto Chess.                                                                       | [ 9 ] [ 10 ]         |
| 2020 | League of Legends: Wild Rift | Багатокористувацька онлайнова бойова арена | Android, iOS, unrevealed consoles      | Free-to-play і модифікована версія League of Legends.                                                                    | [ 9 ] [ 10 ]         |
| 2020 | Legends of Runeterra         | Цифрова колекційна карткова гра            | Android, iOS, Microsoft Windows        | На базі League of Legends та натхненна фізичною колекційною картковою грою Magic: The Gathering.                         | [ 9 ] [ 10 ]         |
| 2020 | Valorant                     | Шутер від першої особи                     | Microsoft Windows                      | Під кодовою назвою та анонсовано, як Project A.                                                                          | [ 11 ]               |
| ЩНВ  | LoL Esports Manager          | Симуляція                                  | Android, iOS, Microsoft Windows        | Заплановано до виходу у 2020, затримано                                                                                  | [ 12 ] [ 13 ]        |
| ЩНВ  | Project L                    | Файтинг                                    | В очікуванні                           | На базі League of Legends.                                                                                               | [ 9 ] [ 10 ]         |
| ЩНВ  | Project F                    | Рольовий бойовик, Гак-н-слаш               | В очікуванні                           | На базі League of Legends.                                                                                               | [ 9 ] [ 10 ]         |
| ЩНВ  | Невідомо                     | MMORPG                                     | В очікуванні                           | Було оголошено, що неназвана MMO на базі League of Legends знаходиться в розробці; припускають назву World of Runeterra. | [ 14 ] [ 15 ] [ 16 ] |

### Міні ігри
| Рік  | Назва                     | Жанр                 | Платформа         | Розробник       |
| ---- | ------------------------- | -------------------- | ----------------- | --------------- |
| 2013 | Astro Teemo               | Аркада               | Браузер           | Pure Bang Games |
| 2014 | Cho'Gath Eats the World   | Аркада               | Браузер           | Pure Bang Games |
| 2015 | Blitzcrank's Poro Roundup | Аркада               | Android, iOS      | Pure Bang Games |
| 2017 | Ziggs Arcade Blast        | Аркада               | Microsoft Windows | Riot Games      |
| 2018 | Star Guardian: Insomnia   | Shoot 'em up         | Microsoft Windows | Riot Games      |
| 2018 | Project.execute           | Shoot 'em up         | Microsoft Windows | Riot Games      |
| 2018 | Super Zac Ball            | Спортивний симулятор | Microsoft Windows | Riot Games      |

### Ігри Riot Forge
Ігри, в яких Riot Games виступає видавцем, але розробкою займається стороння студія.
| Рік  | Назва          | Розробник         | Жанр             | Платформа                                                   | Примітки                      | Посилання            |
| ---- | -------------- | ----------------- | ---------------- | ----------------------------------------------------------- | ----------------------------- | -------------------- |
| 2021 | Ruined King    | Airship Syndicate | Рольова відеогра | Nintendo Switch, PlayStation 4, Xbox One, Microsoft Windows | У всесвіті League of Legends. | [ 17 ] [ 18 ] [ 19 ] |
| 2021 | Hextech Mayhem | Choice Provisions | Ритмічна гра     | Nintendo Switch, Microsoft Windows                          | У всесвіті League of Legends. | [ 19 ]               |
| 2022 | Convergence    | Double Stallion   | Екшен Платформер | Microsoft Windows                                           | У всесвіті League of Legends. | [ 19 ]               |
| 2022 | Song of Nunu   | Tequila Works     | Пригоди          | Microsoft Windows                                           | У всесвіті League of Legends. | [ 19 ]               |